# 2025年尼日尔科科鲁镇清真寺袭击事件
2025年尼日尔科科鲁镇清真寺袭击事件，是指发生于2025年3月21日，尼日尔西部蒂拉贝里大区泰拉省科科鲁镇一座清真寺的袭击事件，袭击造成至少44名平民遇害、13人受伤，其中4人伤势严重。

## 背景
科科鲁镇位于尼日尔、马里和布基纳法索三国交界处，近些年来成为一些极端组织武装人员的藏身之地。

## 经过
当地时间3月21日下午2时，当地民众正在清真寺进行集体祷告时，一群武装人员包围了清真寺并发动袭击，同时还放火烧毁了周边民居。袭击造成至少44名平民遇害、13人受伤，其中4人伤势严重。据报道，目前还没有任何组织声称对袭击负责，但尼日尔军政府内政与公共安全部称，袭击者为极端组织“伊斯蘭國薩赫勒省”。尼日尔军政府内政与公共安全部称，从22日起全国为遇难者哀悼3天。